# La Chapelle-d'Armentières
 La Chapelle-d'Armentières  es una población y comuna francesa, en la región de Norte-Paso de Calais, departamento de Norte, en el distrito de Lille y cantón de Armentières.

## Demografía
| 4673 | 5300 | 6080 | 6703 | 7825 | 7903 |
| Para los censos de 1962 a 1999 la población legal corresponde a la población sin duplicidades (Fuente: INSEE [Consultar]) |      |      |      |      |      |